# Salem Pioneer Cemetery

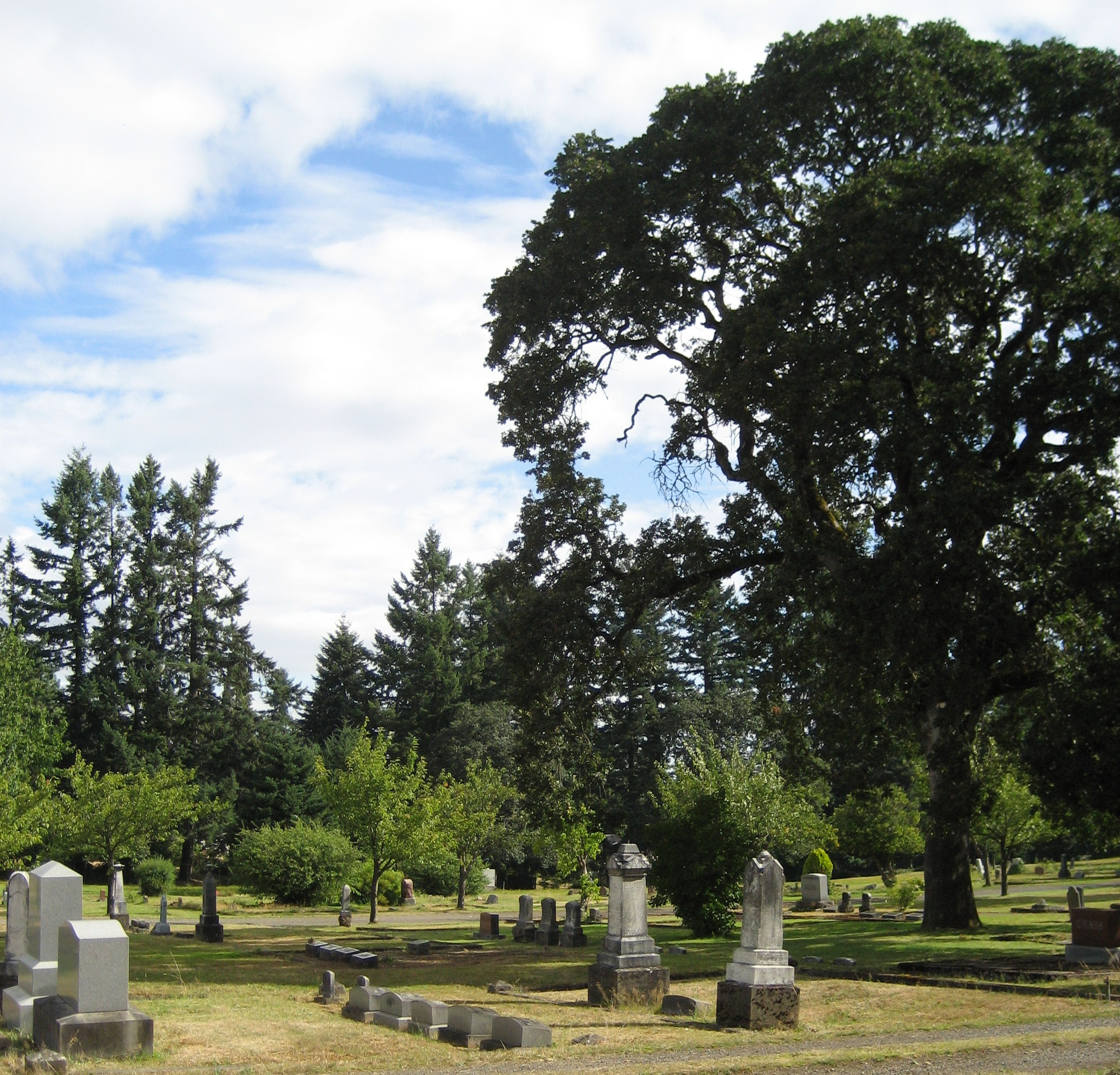
Salem Pioneer Cemetery

Der Salem Pioneer Cemetery (auch bekannt als I.O.O.F. Cemetery oder Oddfellows Cemetery) eröffnet im Jahr 1854 ist ein Friedhof in Salem, Oregon, der seit 2013 im National Register of Historic Places in Oregon verzeichnet ist.

## Überblick
Der Salem Pioneer Cemetery ist einer der beiden historischen Friedhöfen am Schnittpunkt der South Commercial und Hoyt Street. Er liegt auf einer Anhöhe unmittelbar östlich des City View Cemetery. Auf dem Friedhof befinden sich etwa 8000 Gräber, unter ihnen Gräber von Siedlern, von denen viele den Oregon Trail mitgezogen sind, aber auch Gräber von Veteranen der militärischen Auseinandersetzungen nach 1812. Der Friedhof hat eine rechteckige Ausrichtung und wird der Länge nach mittig in West-Ost-Ausrichtung durch einen Hauptweg geteilt. Von diesem Hauptweg aus wird der östliche Bereich durch zwei Wege in Herzform und der westliche Bereich durch ein Halbbogen erschlossen. Mit den zwei Mausoleen und mehreren stattlichen Grabmälern entspricht der Friedhof mit seinen parkähnlichen Qualitäten einem Friedhof des viktorianischen Zeitalters.
Der Independent Order of Odd Fellows gründete den Friedhof im Jahr 1854. Er hatte eine Größe von 5 acres (2,02 ha). Das Land wurde vom Pionier und methodistischen Missionar David Leslie (1797–1869) angekauft. In den Jahren 1861 und 1926 wurde der Friedhof auf seine heutige Größe von 16 acres (8,5 ha) vergrößert. Der ursprüngliche Name war Odd Fellows Rural Cemetery.
Die frühesten Bestattungen fanden im Zentrum rund um das Grab von David Leslie statt. Dort wurden 1853 oder 1854 die zwei jüngsten Töchter von Leslie bestattet. Gegründet wurde die methodistische Mission durch Hochwürden Jason Lee im Jahr 1834. Es war die erste Mission für die Amerikanischen Ureinwohner im Pazifischen Nordwesten. Nach dem Erlass des Donation Land Claim Act von 1850 den Samuel R. Thurston in den Kongress eingebracht hatte, strömten zunehmend Siedler in das Willamette Valley. Der Act gewährte unverheirateten weißen Männern über 18 Jahren 320 acres (1,3 km²) und verheirateten Paaren 640 acres (2,6 km²) bei denen beide Ehepaare jeweils Besitzer einer Hälfte waren und somit besaßen auch die Frauen in eigenem Namen hier Land. Auch Indianer, die als Halbblut geboren waren, konnten in den Genuss dieses Grants kommen.
Letzte Bestattungen fanden zunächst im Jahr 1944 statt, danach wurde der Friedhof zunehmend vernachlässigt. Im Jahr 1985 erklärte sich die Abteilung Park der Stadt Salem bereit, die Betreuung des Friedhofs vom IOOF zu übernehmen und es gründeten sich die Freunde des Pioneer Cemeterys, welche die Pflege des Friedhofs durchführen. Die Freunde des Pioneer Cemetery bestehen aus einer Gruppe Bürger, die zusammen arbeiten, um das historische Erbe von Salem zu bewahren. Heute finden noch Bestattungen der Nachkommen der ursprünglichen Siedler statt.
Die ursprüngliche Friedhofseingang lag auf der Commercial Street. Er wurde zugunsten des Eingangs an der Hoyt Street aufgegeben. Ein Tor bestehend aus einem schmiedeeisernen Ziergitter, eingefasst mit Backsteinsäulen wurde durch die Freunde des Pioneer Cemeterys im Jahr 1988 an der Stelle des ursprünglichen Eingangstores errichtet.

## Bedeutende Persönlichkeiten

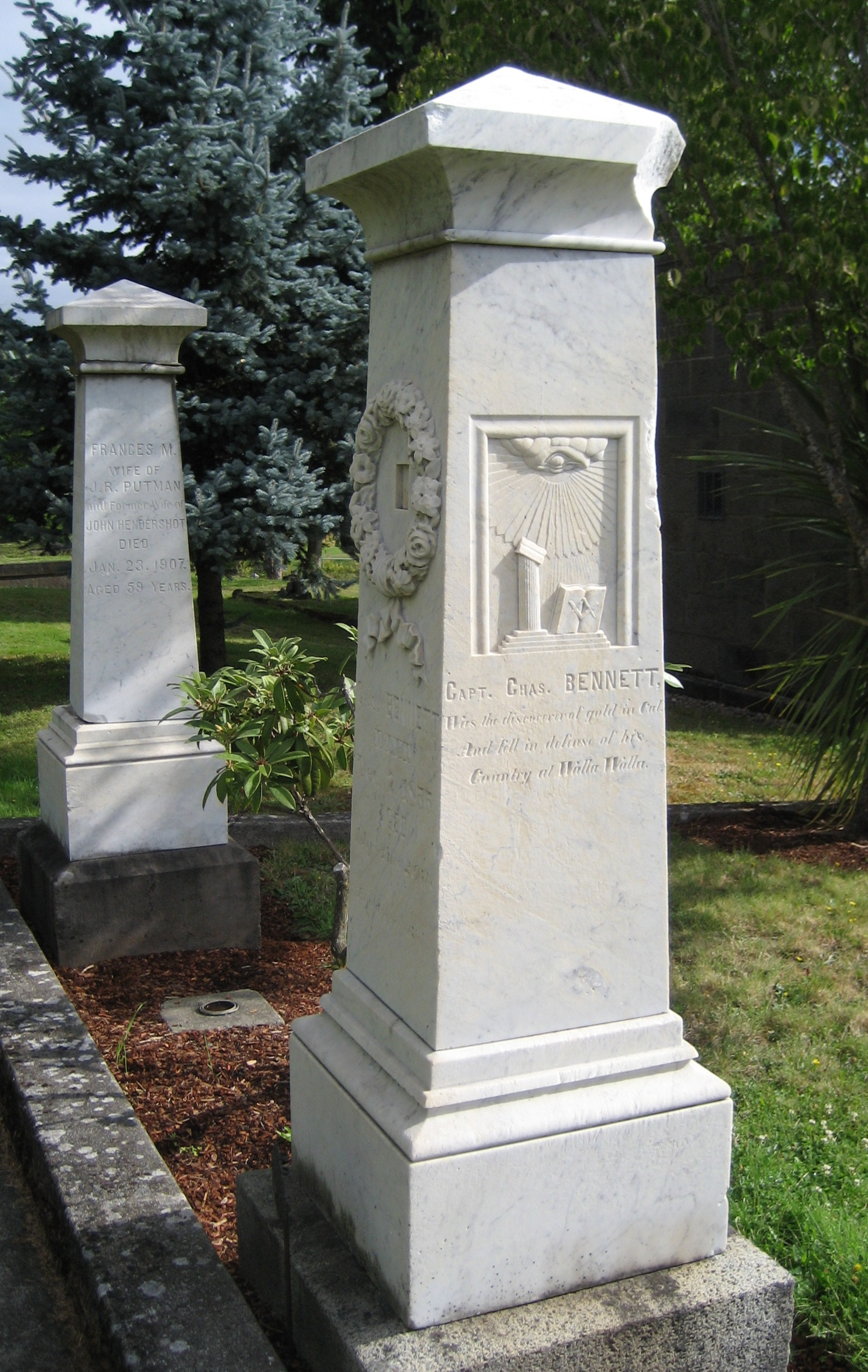
Grabstein von Charles H. Bennett

- Captain Charles H. Bennett (1811–1855), Mitauslöser des Kalifornischen Goldrausches, Grab 106
- Tabitha M. Brown (1780–1858), Pionierin auf dem Oregon Trail, Grab 44
- Asahel Bush (1824–1913), Zeitungsverleger, Grab 66
- John Pollard Gaines (1795–1857), Gouverneur des Oregon-Territoriums, Grab 56
- Alonzo Gesner (1842–1912), Indianeragent, Grab 549
- Lewis H. Judson (1809–1880), Hochwürden, Grab 306
- Augustus C. Kinney (1845–1908), Arzt und Wissenschaftler, Grab 603
- Robert Crouch Kinney (1813–1875), Politiker, Mitbegründer von Oregon, Grab 588
- David Leslie (1797–1869), Missionar und Pionier, Grab 135
- John McCourt (1874–1924), Anwalt am Oregon Supreme Court, Grab 200
- Isaac R. Moores (1796–1861), Soldat und Politiker, Mitbegründer von Oregon, Grab 9
- Isaac R. Moores, Jr. (1831–1884), Abgeordneter im Repräsentantenhaus von Oregon Grab 18
- John H. Moores (1821–1880), Mitglied im Senat von Oregon und Bürgermeister von Salem Grab 19
- George K. Shiel (1825–1893), Politiker Grab 136
- Samuel R. Thurston (1815–1851), Politiker Grab 076